# ينس مولر (متسابق على الجليد بمزلاجة)
ينس مولر (بالألمانية: Jens Müller)‏ (و. 1965  م) هو متسابق على الجليد بمزلاجة، ومنافس ألعاب قوى من ألمانيا، وألمانيا الشرقية، ولد في تورجاو، شارك في الزحافات الثلجية في الألعاب الأولمبية الشتوية 1988 – رجال فردي ‏، والزحافات الثلجية في الألعاب الأولمبية الشتوية 1992 – رجال فردي ‏، والزحافات الثلجية في الألعاب الأولمبية الشتوية 1998 – رجال فردي ‏، والزحافات الثلجية في الألعاب الأولمبية الشتوية 1994 – رجال فردي ‏.

## جوائز
حصل على جوائز منها:

وسام الاستحقاق الوطني الذهبي

## روابط خارجية
- ينس مولر على موقع أوليمبيديا (الإنجليزية)